# Nécropole nationale de Cormicy
 (janvier 2016).
Si vous disposez d'ouvrages ou d'articles de référence ou si vous connaissez des sites web de qualité traitant du thème abordé ici, merci de compléter l'article en donnant les références utiles à sa vérifiabilité et en les liant à la section « Notes et références ».
La nécropole nationale Cormicy  est un cimetière militaire français de la Première Guerre mondiale situé sur le territoire de la commune de Cormicy, dans la banlieue de Reims (Marne).

## Localisation
La nécropole est située au Nord-Ouest de Reims (à environ une dizaine de kilomètres), à l'embranchement de la RN 44 et de la D 32, la nécropole nationale de Cormicy, appelée " La Maison Bleue " s'étend sur 44 213 m2.

## Historique
La nécropole de Cormicy a été érigée au cours de la Première Guerre Mondiale afin de recueillir les corps des combattants tués lors des batailles du Chemin des Dames.
Aménagée de 1922 à 1924, puis de 1933 à 1934 pour recevoir les corps exhumés des cimetières militaires de la vallée de la Vesle, la nécropole de Cormicy a été totalement rénovée en 1979 et 1980.

## Caractéristiques
Le cimetière militaire de 4,4 ha abrite 14 431 corps de soldats français dont 6 945 corps en deux ossuaires. Parmi eux se trouve le corps du général Baratier tué au combat le 17 octobre 1917 et ceux de deux soldats britanniques tués au cours de la Première Guerre Mondiale, ainsi que huit combattants français et 2 britanniques tombés lors de la Seconde Guerre mondiale.

## Galerie de photographies

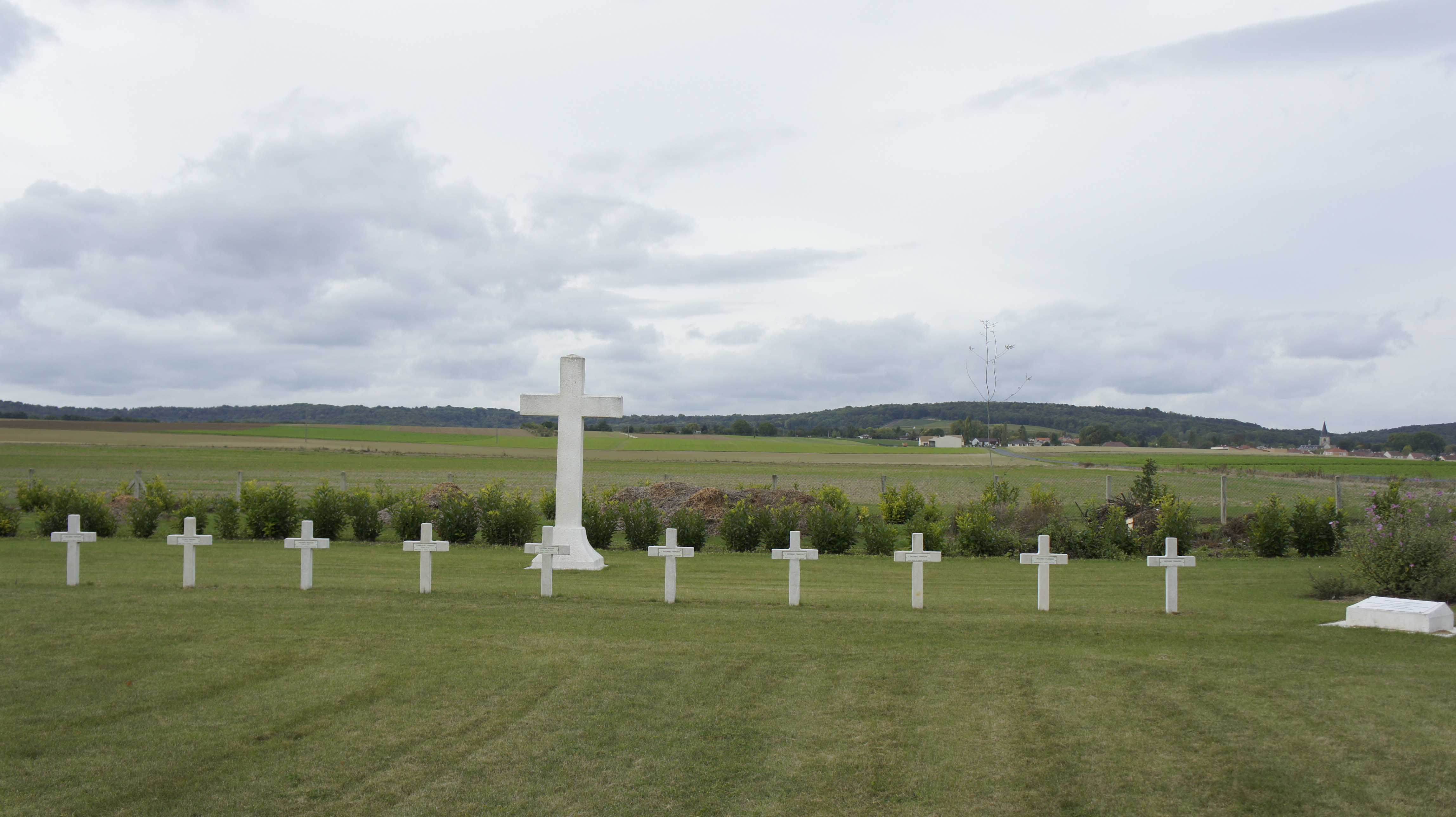
Un monument.
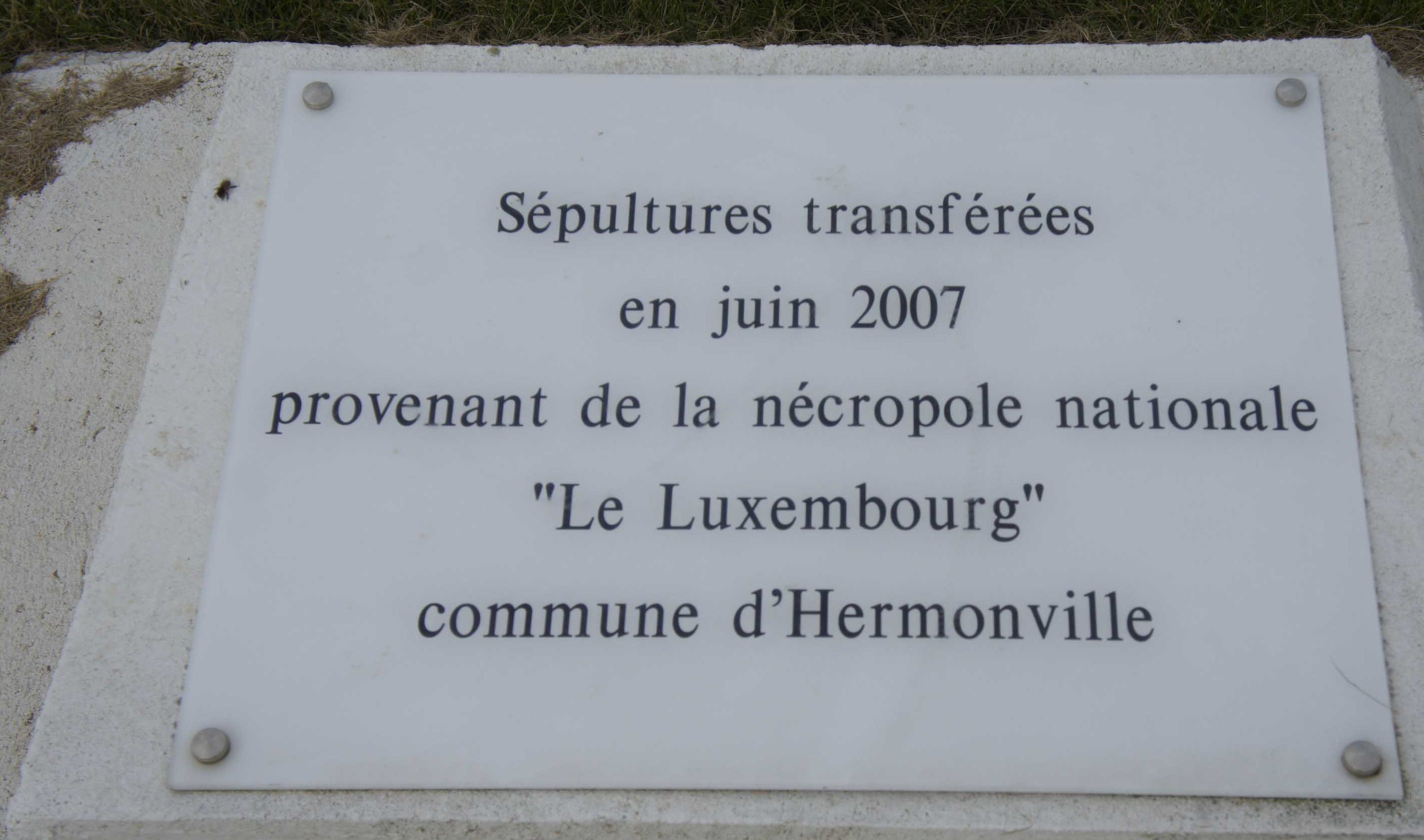
Un ossuaire.